# Îles Delarof
Les îles Delarof (Naahmiĝun tanangis en aléoute)  sont un groupe de petites îles situées à l'extrémité occidentale de l'archipel des îles Andreanof au centre de l'archipel des îles Aléoutiennes en Alaska. 
Ce groupe est composé de 11 îles :
- Île Amatignak ;
- Île Gareloi ;
- Ilak Island ;
- Kavalga Island ;
- Ogliuga Island ;
- Skagul Island ;
- Tag Islands ;
- Tanadak Island ;
- Ugidak Island ;
- Ulak Island ;
- Unalga Island.

Ces îles sont séparées du reste des îles Andreanof par le détroit de Tanaga à l'est et des îles Amchitka et Semisopochnoi (la plus orientale des îles Rat) par le détroit d'Amchitka à l'ouest. Toutes ces îles font partie de l'Alaska Maritime National Wildlife Refuge. Les îles Delarof ont une superficie globale de 165,349 km2. Aucune de ces îles n'est habitée.
Les îles Delarof ont ainsi été nommées en 1836 par le capitaine Fiodor Litke de la Marine impériale de Russie d'après le nom de Evstratii Delarov (d'origine grecque) qui était le directeur général de la société Shelikhov-Golikov, précurseur de la Compagnie russe d'Amérique de 1787 à 1791.